# جراح (اسم)
جراح هو اسم علم مذكر من أصل عربي، ومعناه الطبيب الذي يعالج جراح المرضى.

## شخصيات تحمل الاسم
- جراح بن صباح الصباح
- جراح نصار
- جراح الفوزان